# 말론산
말론산은 다이카복실산의 일종이며, 석신산 탈수소효소의 경쟁적 저해제다. 화학식은 C3H4O4이다.

## 병리학
말론산 수치 상승 시 메틸말론산 수치 상승 효과가 동반될 때는 흔히 간과되는 대사 질환인 복합 말론산 메틸말론산 산성뇨증(CMAMMA)을 시사하는 소견일 수 있다. 혈장에서 말론산과 메틸말론산의 비율을 계산하여 전형적인 메틸말론산뇨와 감별할 수 있다.

## 생화학
미토콘드리아 지방산 합성(mtFASII)에서 말론산은 시작 기질을 형성하며, 이 기질은 mtFASII의 첫 번째 단계에서 아실-CoA 합성 효소 계열 3(ACSF3)에 의해 말로닐-CoA로 전환된다. 말론산은 전자 전달계를 구성하는 효소인 석신산 탈수소효소(II번 복합체)의 경쟁적 저해제이다. 말론산은 석신산 탈수소효소의 활성 부위에 결합하지만 반응은 일으키지 않으며, 따라서 보통 기질로 작용하는 석신산과 경쟁한다. 이때 탈수소 반응에 필요한 −CH2CH2− 기는 가지고 있지 않다. 이 사실은 석신산 탈수소효소 활성 부위의 구조를 추론하는 데에 이용되었다. 석신산 탈수소효소가 억제되면서 세포 호흡은 저하된다. 말론산은 많은 음식에 자연적으로 포함되어 있는 물질이므로 사람을 포함한 포유류에도 존재한다.